# Aramis Haywood
Aramis Haywood (nacido 3 de abril de 1985) es un centrocampista de fútbol panameño.

## Carrera de club
Juego en Deportivos San Miguelito, donde debutó en enero de 2012. Esté es liberado por Deportivo en verano 2015.

## Carrera internacional
Con la selección de fútbol sala de Panamá disputó el Campeonato de Futsal de Concacaf de 2008.
Haywood debutó para Panamá en octubre de 2010 partido amistoso contra Cuba y ha totalizado 5 partidos, anotando 1 gol. Representó a su país en el Copa Centroamericana 2011. Haywood anotó su único gol con el equipo nacional en su segundo partido, una victoria 2–0 contra Honduras en noviembre de 2010.

### Participaciones en selección nacional
| Copa                      | Sede           | Resultado     | Partidos | Goles |
| ------------------------- | -------------- | ------------- | -------- | ----- |
| Copa Centroamericana 2011 | Panamá         | Tercer lugar  | 1        | 0     |
| Copa Oro 2011             | Estados Unidos | Semifinalista | 0        | 0     |

### Goles internacionales
La siguiente lista cuenta los goles de Haywood con la Selección de Panamá.
| # | Fecha                   | Local                                              | Adversario | Puntuación | Resultado | Competición      |
| - | ----------------------- | -------------------------------------------------- | ---------- | ---------- | --------- | ---------------- |
| 1 | 17 de noviembre de 2011 | Estadio Rommel Fernández, Ciudad de Panamá, Panamá | Honduras   | 2–0        | 2–0       | Partido amistoso |

## Clubes
| Club                | País           | Año         |
| ------------------- | -------------- | ----------- |
| Río Abajo FC        | Panamá         | 2008 - 2009 |
| Atlético Veragüense | Panamá         | 2010        |
| CD Plaza Amador     | Panamá         | 2010 - 2012 |
| Sporting SM         | Panamá         | 2012 - 2015 |
| CD Plaza Amador     | Panamá         | 2016 - 2017 |
| Alianza FC          | Panamá         | 2017 - 2018 |
| El Farolito SC      | Estados Unidos | 2019        |

## Palmarés

### Títulos nacionales
| Título           | Club            | País   | Año    |
| ---------------- | --------------- | ------ | ------ |
| Primera División | Sporting SM     | Panamá | 2013-C |
| Primera División | CD Plaza Amador | Panamá | 2016-C |